# ماتئو کامپانی
ماتئو کامپانی (انگلیسی: Matteo Campani؛ زادهٔ ۱۹ اوت ۲۰۰۰) بازیکن فوتبال است.
از باشگاه‌هایی که در آن بازی کرده‌است می‌توان به باشگاه فوتبال پیزا اشاره کرد.